# Congelamiento (informática)
En informática, un bloqueo o congelamiento se produce cuando un programa de computadora, o todo el sistema deja de responder a las entradas. En el escenario más comúnmente encontrado, una estación de trabajo con una interfaz gráfica de usuario, todas las ventanas que pertenecen al programa congelado permanecen estáticas, y aunque el cursor del ratón se mueve todavía en la pantalla, ni escribir en el teclado ni el ratón haciendo clic produce ningún efecto en las ventanas del programa. El cursor del ratón también puede ser atrapado en una forma que indica que está esperando alguna operación para completar, como un reloj de arena o un cursor de espera que gira.

## Causas
El hardware puede provocar que un equipo se cuelgue, ya sea porque es intermitente o porque no coincide con otro hardware en la computadora (esto puede ocurrir cuando se hace una actualización). El hardware también puede convertirse en defectuoso con el tiempo debido a la suciedad o daño por calor.

## Soluciones
En muchos casos, los programas pueden aparecer estar colgados, pero progresan lentamente, y esperando unos minutos permiten que la tarea se complete.
La solución anteriormente mencionada no arregla el problema de congelamiento, por lo que podría empezarse checando cada componente (memoria ram, disco duro, DVD rom, etcétera), y si el problema persiste, poner pasta térmica al procesador. Si tras hacer los pasos anteriores el problema continúa, solo faltaría checar el procesador y motherboard.